# KinKi KaraoKe Single Selection
KinKi KaraoKe Single Selection是日本二人組合近畿小子的第1張單曲精選卡拉OK專輯。於2000年7月19日由傑尼斯娛樂唱片公司發行。

## 解說
本專輯是對於J-POP來說非常罕有，全碟均以除掉歌聲的樂曲為主的卡拉OK專輯。收錄曲目主要是本專輯發售前兩個月推出，擁有百萬銷量記錄的首張單曲精選專輯『KinKi Single Selection』的收錄曲，撇除了KinKi Kids沒有參與製作的純音樂新曲『Theme of KinKi Kids '00』。專輯名稱中所有「K」字均為大草，即『KinKi KaraoKe Single Selection』。
由於收錄的歌曲全部都是從該單曲裡的“Instrumental”或者“Backing Track”中抽出，並沒有任何為了製作這張專輯而另作新錄的曲目存在。近年除了演歌以外的流行音樂，基本都不會推出純音樂的卡拉OK專輯，所以本專輯在當時的音樂市場上尤為罕見。不過因為正如前述一樣，歌曲的卡拉OK版本早就收錄於各單曲之中，所以樂迷們對本專輯的需要性又不是太高。
封面照片使用了現成照片（其實是拍攝夏之王者／除了你誰都不愛單曲內頁時的照片）。因為卡拉OK專輯的關係，售價比一般專輯來得便宜，連消售稅在內定價1,980日圓。
本專輯雖然是一件非常商業性的商品，在Oricon銷量榜上仍有約19,000張的銷量，這是因為還有一些非常忠心的歌迷購入的結果。不過自此之後就再沒有後繼的卡拉OK專輯推出，即使KinKi Kids所屬的唱片公司傑尼斯娛樂的官方網站上亦把這張專輯除名，沒有記載在唱片記錄之中。就連在2004年推出第2張單曲精選專輯『KinKi Single Selection II』之際，也再沒有像這次一樣跟隨的卡拉OK專輯。
由於最初已經決定只會少量製作，所以現在仍在市場上供應的數量少之又少。雖然嚴格上並不算是已經停止生產的廢盤，不過從在官方網站上被刪除來看，已經接近事實上已停止生產的廢盤狀態。
由於本專輯在Oricon銷量榜上最高記錄是第28位，所以當然可以說是中斷了自『A album』開始所有專輯新上榜即奪取週間銷量榜第1位的記錄。不過由於本專輯在Oricon的銷量榜上已沒有實質名義入榜，所以並不計算在KinKi Kids的專輯記錄之中。就是說雖然是KinKi Kids的專輯，但就被當作並非KinKi Kids名義的作品。發售時雖然沒有實質名義，不過現在一樣被視為KinKi Kids的專輯，與其他專輯並列於網站之中，可以檢索到相關的唱片資料。對於卡拉OK專輯能夠打入Oricon銷量榜，實在前所未聞的異例。
基於會把沒有歌聲的餘韻部份也一併除去，所以時間長度並非單純地是除去第1首純音樂的『KinKi Single Selection』。尤其在『不要停止的PURE』一曲上就比原來版本短了9秒。不過又由於有幾首歌曲比原來版本長，所以結果時間長度又與除去第1首純音樂的『KinKi Single Selection』差不多一樣。

## 收錄歌曲
1. 玻璃少年（硝子の少年）
  - 作曲：山下達郎
  - 編曲：山下達郎
2. 被愛不如愛人（愛されるより　愛したい）
  - ※KinKi Kids二人參與演出的日本電視台連續劇『我們的勇氣 未滿都市』主題曲。
  - 作曲：馬飼野康二
  - 編曲：CHOKKAKU
  - 和音編排：岩田雅之
3. 雲霄飛車羅曼史（Jetcoaster Romance；）
  - ※KinKi Kids參與演出的日本全日空航空公司廣告『'98 Paradise 沖繩』主題曲。
  - 作曲：山下達郎
  - 編曲：船山基紀
4. 擁抱全部（全部だきしめて）
  - ※KinKi Kids參與演出的富士電視台音樂節目『LOVE LOVE我愛你』主題曲。
  - 作曲：吉田拓郎
  - 編曲：武部聰志
5. 青春時代（青の時代）
  - ※堂本剛參與演出的東京放送連續劇『青之時代』主題曲。
  - 作曲：canna
  - 編曲：新川　博
6. Happy Happy Greeting
  - ※KinKi Kids參與演出的Panasonic廣告『數碼攝錄機』主題曲。
  - 作曲：山下達郎
  - 編曲：山下達郎
7. Cinderella Christmas（シンデレラ・クリスマス）
  - 作曲：谷本　新
  - 編曲：長岡成貢
8. 不要停止的純真（やめないで，PURE）
  - ※堂本剛參與演出的日本電視台連續劇『為了與你的未來～I'll be back～』主題曲。
  - 作曲：筒美京平
  - 編曲：WACKY KAKI
9. Flower（フラワー）
  - ※KinKi Kids參與演出的日本全日空航空公司廣告『'99 Paradise 沖繩』主題曲。
  - 作曲：HΛL、音妃
  - 編曲：船山基紀
  - 和音編排：松下　誠
10. 雨的旋律（Melody）
  - 作曲：坂井秀陽、武藤敏史
  - 編曲：有賀啟雄
11. to Heart
  - ※堂本剛參與演出的東京放送連續劇『to Heart～至死不渝～』主題曲。
  - 作曲：宮崎　步
  - 編曲：CHOKKAKU
12. 越來越喜歡　越來越愛（好きになってく　愛してく）
  - ※KinKi Kids參與演出的富士電視台音樂節目『LOVE LOVE我愛你』第2代主題曲。
  - 作曲：堂本光一
  - 編曲：武部聰志